# Свободное (озеро, Ленинградская область)
Свободное (фин. Kirvunjärvi) — озеро на территории Каменногорского городского поселения Выборгского района Ленинградской области.

## Общие сведения
Площадь озера — 1,4 км², площадь водосборного бассейна — 390 км². Располагается на высоте 21,3 метров над уровнем моря.
Форма озера лопастная, продолговатая: вытянуто с северо-запада на юго-восток. Берега каменисто-песчаные, преимущественно возвышенные.
В северо-западную оконечность озера впадает река Новосёловка. Из юго-восточной оконечности озера вытекает безымянный водоток, воды которого, протекая озёра Бородинское и Михалёвское, попадают в реку Козловку, впадающую в озеро Любимовское. Из Любимовского воды по реке Дымовке попадают в Вуоксу.
У северо-западного берега озера располагается посёлок Свободное, через который вдоль всего берега проходит дорога местного значения 41К-024 («Среднегорье — Топольки»).
Название озера переводится с финского языка как «озеро Кирву».
Код объекта в государственном водном реестре — 01040300211102000012387.